# Ectinosoma mediterraneum
Ectinosoma mediterraneum är en kräftdjursart som beskrevs av Kunz 1974. Ectinosoma mediterraneum ingår i släktet Ectinosoma och familjen Ectinosomatidae. Inga underarter finns listade i Catalogue of Life.